# جليد غير متبلور

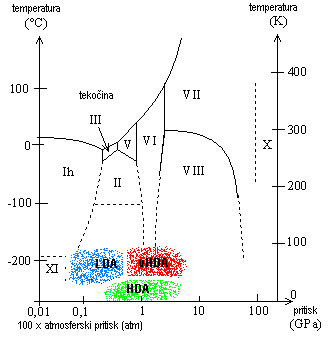

الجليد غير المتبلور هو شكل صلب غير متبلور من الماء. والجليد المعروف مادة بلورية تترتب جزيئاتها بانتظام في شبكة سداسية الشكل، بينما يفتقر الجليد غير المتبلور إلى ذلك الترتيب. وينتج الجليد غير المتبلور إما عن طريق التبريد السريع للماء السائل، أو عن طريق ضغط الجليد العادي عند درجات حرارة منخفضة.